# 멕시코 정복
멕시코 정복(스페인어: La Conquista de México 라 콩키스타 데 메히코[*])은 스페인의 아메리카 식민화의 맥락에서 스페인 제국이 아즈텍 제국을 정복한 사건이다. 세계사에서 가장 중요하고 복잡한 사건들 중 하나다. 소수의 스페인 정복자들이 아스텍이라는 거대 제국을 무찌른 것은 결코 아니었으며, 아스텍을 공격한 것은 에스파냐 정복자들을 주축으로 아즈텍의 속국들이 결집한 동맹군이었다. 정복자-원주민 혼성군은 2년여의 전쟁 끝에 멕시카인의 수도 테노치티틀란을 함락시켰다.

## 같이 보기
- 아즈텍 문명
- 멕시코의 천연두 역사
- 누에바에스파냐
- 스페인 제국